# Rejon pokrowski (obwód doniecki, 1923–2020)
Rejon pokrowski – jednostka administracyjna w składzie obwodu donieckiego Ukrainy.
Powstał w 1963. Ma powierzchnię 1315 km² i liczy około 38 tysięcy mieszkańców. Siedzibą władz rejonu jest Pokrowsk.
W skład rejonu wchodzą 3 osiedlowe rady oraz 17 silskich rad, obejmujących 84 wsie i 11 osad.